# Lycée Pierre-Bayen
 (avril 2017).
Le lycée Pierre-Bayen est un lycée public d'enseignement général situé en France à Châlons-en-Champagne dans le département de la Marne. 
Il est situé dans le centre-ville, au 22, rue du Lycée. Cet établissement porte le nom de Pierre Bayen (1725-1798), chimiste et pharmacien châlonnais. Le lycée accueille depuis 2017 les épreuves d'admission à l'agrégation interne d'histoire-géographie. Il délivre également les baccalauréats français et allemand dans le cadre de l'Abibac.

## Historique
En 1903, on découvre sur l'emplacement de l'ancienne chapelle, au niveau du sol, un cercueil de plomb formant un auget arrondi à la tête et carré aux pieds, et mesurant 1,60 m de longueur et 0,30 m de hauteur. L'emplacement du cercueil est celui-là même où se trouvait une grande pierre tombale qu'on avait retrouvée en 1898, lors de la démolition de la chapelle, et portant le nom de Tomas de Braun, abbé de Moiremont-en-Argonne. C'était là que se faisaient, au XVIIe siècle, les inhumations des Pères jésuites. Le cercueil contenait le squelette de Thomas de Braun. Celui-ci, né vers 1595, était le fils de Pierre de Braun et fut pourvu de l'abbaye de Moiremont par l'évêque de Verdun, Éric de Lorraine. Il mourut le 28 septembre 1646. Il avait légué une somme de dix mille livres tournois aux Pères jésuites pour la construction de son tombeau dans leur église.
Le lycée ouvre en 1905, devient lycée d'État mixte en 1945 et prend le nom de Pierre Bayen en 1972. 

## Formations

### Spécialités
Depuis la réforme sur le baccalauréat de 2020, le lycée Pierre-Bayen propose un certain nombre de spécialités aux élèves. En première, chaque élève choisit trois spécialités (4 h pour chaque spécialité) ; en terminale, il en conserve deux parmi les trois choisies en première (6 h pour chaque spécialité).

#### Spécialités classiques
- Sciences économiques et sociales (SES)
- Langues, littératures et cultures étrangères (LLCE) : anglais
- Anglais - Monde contemporain (AMC)
- Histoire-géographie, géopolitique et sciences politiques (HGGSP)
- Humanités, littérature et philosophie (HLP)
- Sciences de la vie et de la Terre (SVT)
- Physique-chimie
- Mathématiques

#### Spécialités artistiques
- Arts plastiques
- Arts du cirque
- Cinéma audiovisuel (CAV)

À noter qu'on ne peut choisir qu'une seule spécialité artistique.

### Options
Le lycée Pierre-Bayen propose aussi un enseignement d'option avec 3 heures par semaine. La plupart des options sont suivies pendant les trois années du lycée. D'autres n'existent qu'en terminale. 

#### Options suivies les trois années
- Langue vivante 3 (LV3) : espagnol ou italien
- Langues et cultures de l'Antiquité (LCA) : latin - grec
- Musique
- Arts plastiques
- Arts du cirque
- Cinéma audiovisuel (CAV)
- Éducation physique et sportive (EPS)

#### Options de terminale
- Mathématiques complémentaires
- Mathématiques expertes
- Droits et grands enjeux du monde contemporain (DGEMC)

Les options artistiques suivies en seconde peuvent devenir spécialité en première.

## Personnalités liées au lycée

### Anciens élèves
- Jean Cabut, dit Cabu, est un caricaturiste, dessinateur de presse et auteur de bande dessinée français, né le 13 janvier 1938 à Châlons-sur-Marne (aujourd'hui Châlons-en-Champagne) et mort assassiné le 7 janvier 2015 à Paris lors de l'attentat djihadiste contre la rédaction de Charlie Hebdo.
- Philippe Manœuvre, né le 19 juin 1954 à Sainte-Menehould (Marne), journaliste français : critique musical et éditorialiste dans la presse écrite, animateur d'émissions de télévision et de radio et scénariste de bandes dessinées. Il est notamment durant vingt-quatre ans (de 1993 à 2017) le rédacteur en chef du magazine Rock & Folk.
- Jean-Christophe Combe, né le 14 septembre 1981 à Sainte-Menehould (Marne) et nommé ministre des Solidarités, de l'Autonomie et des Personnes handicapées le 4 juillet 2022 dans le gouvernement Borne.

## Événements marquants

### Manifestation contre la suppression des arts du cirque
Le 21 février 2024, une centaine de parents et d'élèves, soutenus par une cinquantaine de professeurs, ont manifesté contre la menace de suppression de la spécialité « Arts du cirque »[réf. nécessaire].

### Affaire des violences sexuelles
Neuf plaintes ont été déposées pour agressions sexuelles pour des faits qui auraient été commis entre 1998 et 2002, pour harcèlement sexuel entre les années 2013 et 2015 et pour des faits de harcèlement moral, remontant à la période entre 2017 et 2023. Le suicide du professeur agrégé accusé de ces violences a entraîné l’extinction automatique de l’action publique. Dans le contexte de l’affaire Bétharram, des interrogations ont été lancées sur l'inertie et la lenteur de réaction du rectorat de Reims et de l’Éducation nationale.

## Galerie photo

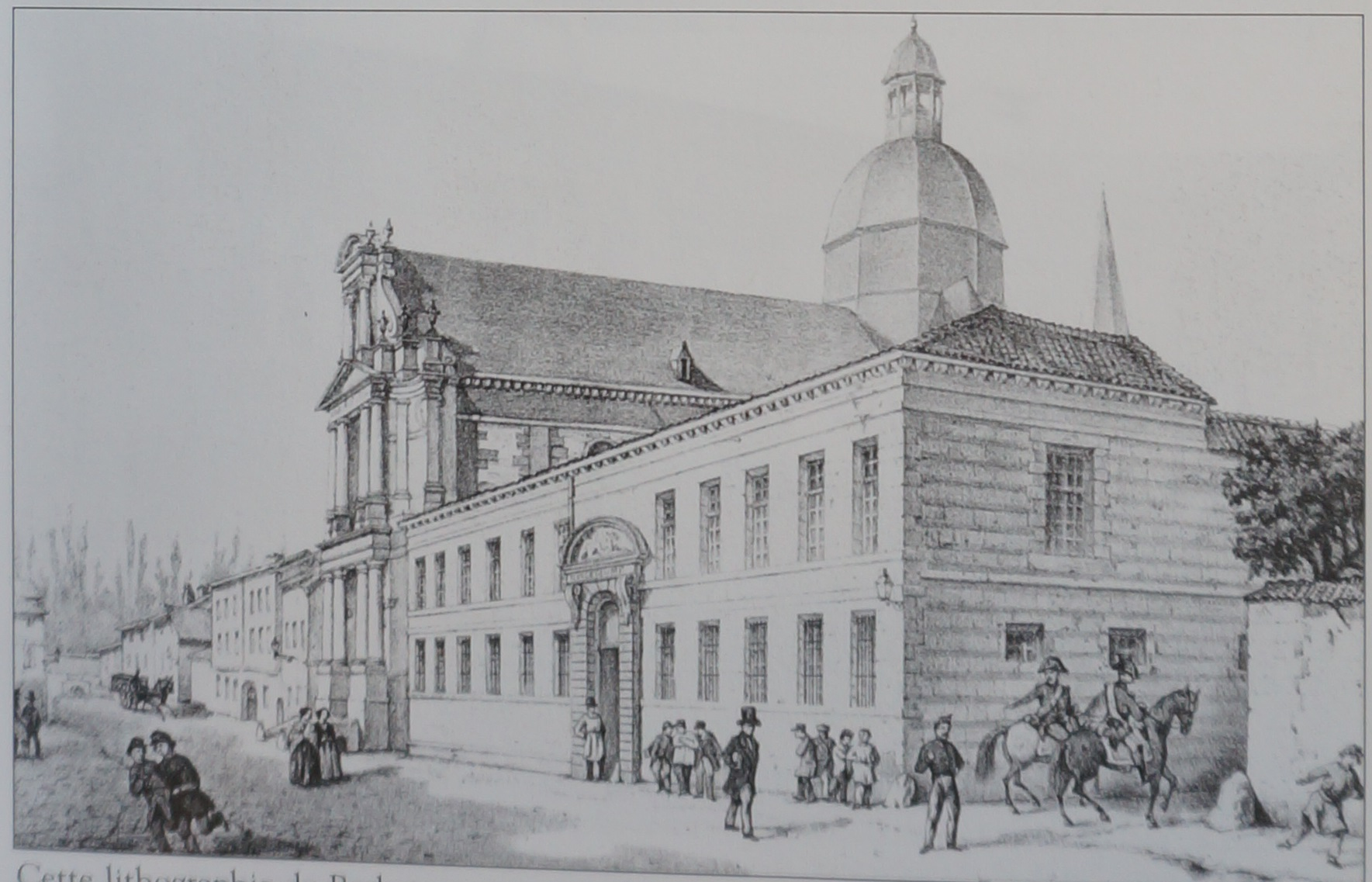
Façade principale en 1854.
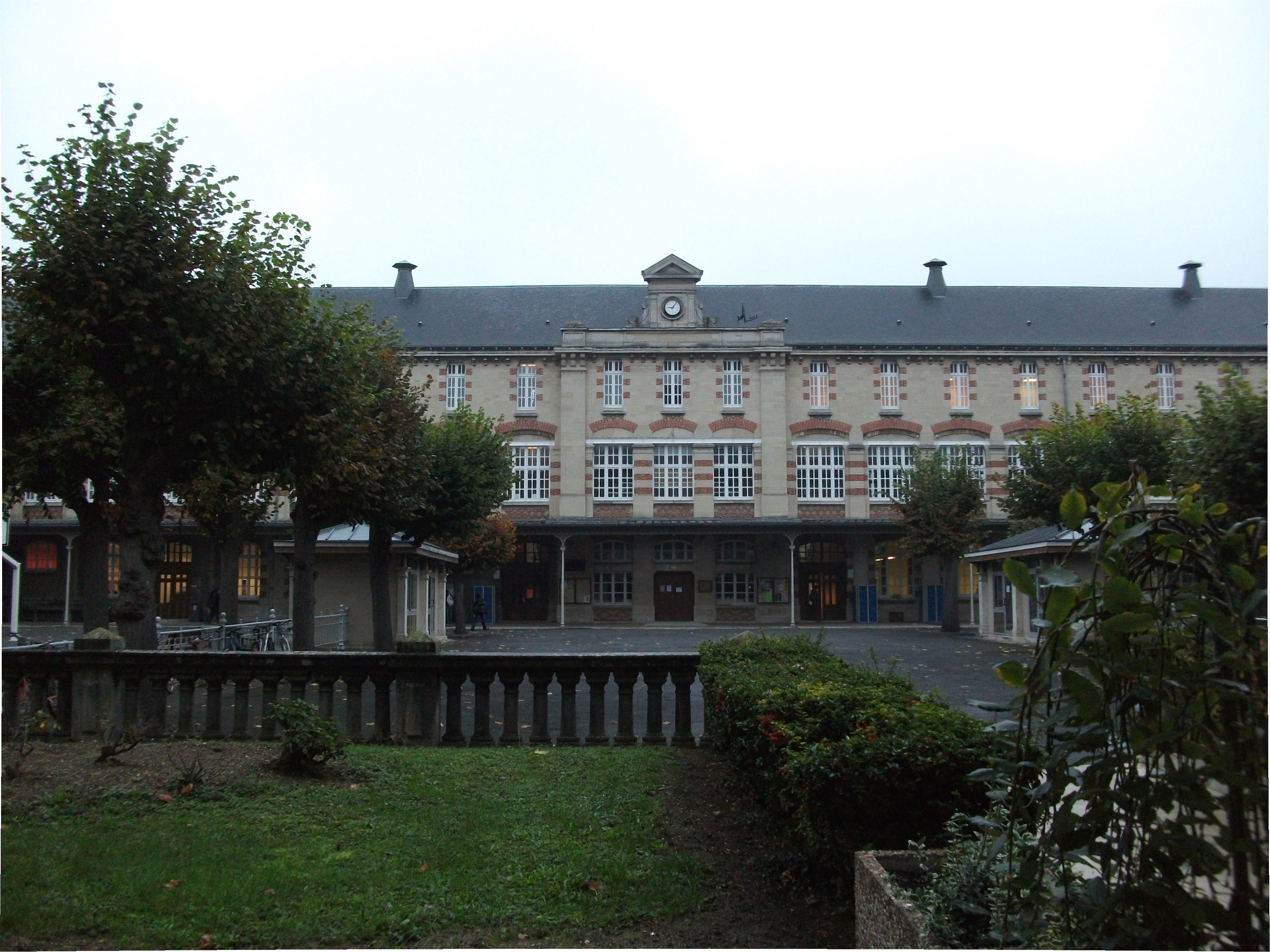
Cour intérieure.
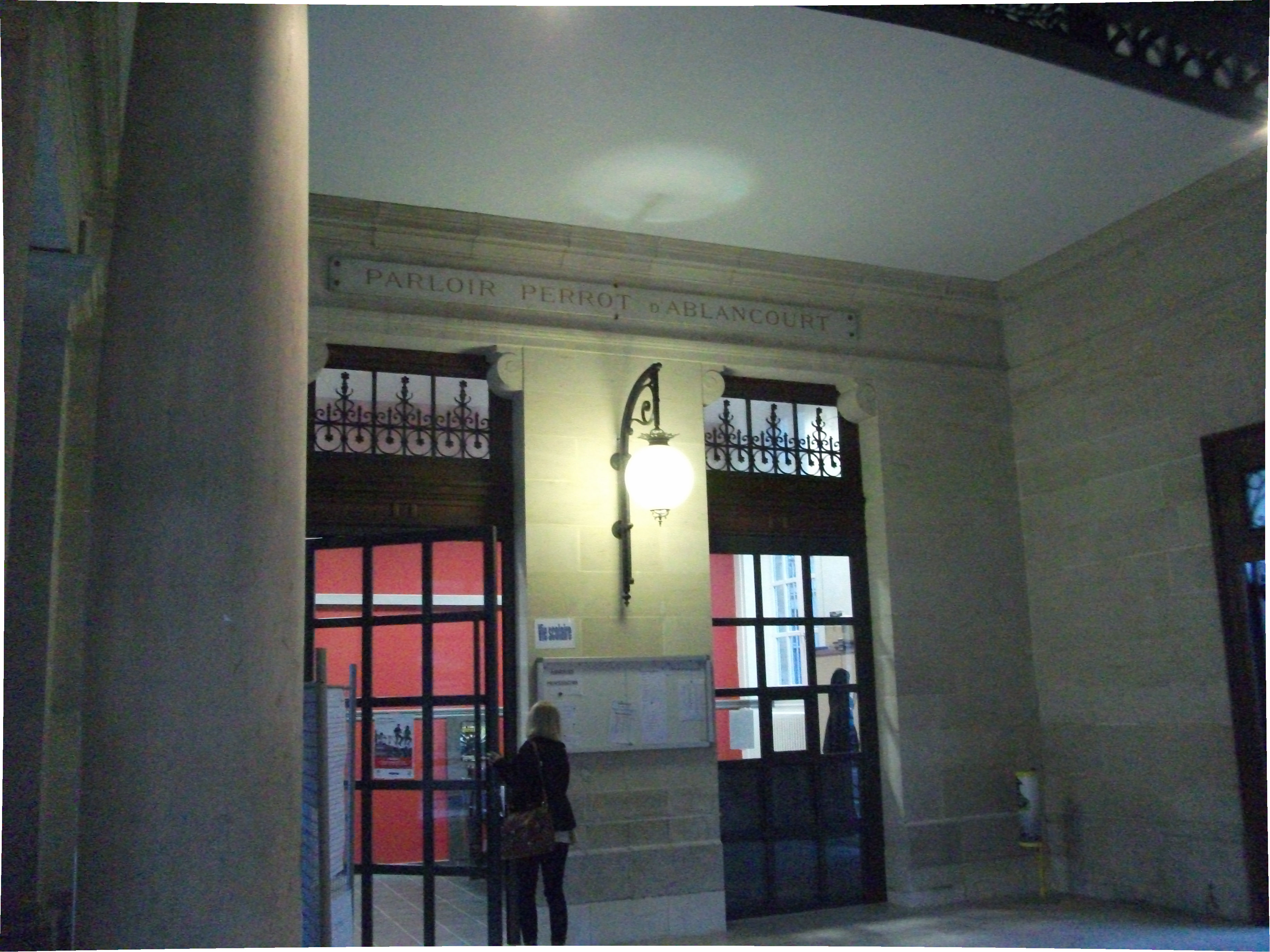
Hall d'accueil.